# Lerista ips
Lerista ips är en ödleart som beskrevs av  Storr 1980. Lerista ips ingår i släktet Lerista och familjen skinkar. Inga underarter finns listade i Catalogue of Life.